# Tirà crestat de Yucatán
El tirà crestat de Yucatán (Myiarchus yucatanensis) és un ocell de la família dels tirànids (Tyrannidae).

## Hàbitat i distribució
Habita el bosc obert i clars del sud-est de Mèxic a la Península de Yucatán i l'illa Cozumel, nord de Guatemala i nord de Belize.